# International Beer Challenge
International Beer Challenge is een biercompetitie die voor het eerst in 1997 wordt georganiseerd. 

## Winnaars
Deze lijst bevat de winnaars uit gebied waar Nederlands een erkende taal is onder andere België, Nederland en Suriname. 
| jaar | Datum           | inzendingen / brouwers (landen) | categorie   | prijs               | naam                                          | brouwerij                | land   |
| ---- | --------------- | ------------------------------- | ----------- | ------------------- | --------------------------------------------- | ------------------------ | ------ |
| 2012 | 31 mei (Londen) |                                 | Fruit Beers | Goud                | Floris Kriek                                  | Brouwerij Huyghe         | België |
| 2012 | 31 mei (Londen) |                                 | Fruit beers | Brons               | Marks and Spencer's Belgian Cherry Wheat Beer | Brouwerij Huyghe         | België |
| 2012 | 31 mei (Londen) |                                 | Ales        | Zilver              | Delirium Tremens                              | Brouwerij Huyghe         | België |
| 2012 | 31 mei (Londen) |                                 | Ales        | Brons               | St. Stefanus                                  | Brouwerij Van Steenberge | België |
| 2011 | (Londen)        |                                 |             | Zilver              | Affligem Dubbel                               | Brouwerij Affligem       | België |
| 2011 | (Londen)        |                                 | Fruit beers | Zilver              | Mort Subite Kriek                             | Brouwerij Mort Subite    | België |
| 2011 | (Londen)        |                                 |             | Brons               | Affligem Blond                                | Brouwerij Affligem       | België |
| 2011 | (Londen)        |                                 |             | Brons               | Affligem Tripel                               | Brouwerij Affligem       | België |
| 2011 | (Londen)        |                                 |             | Brons               | Delirium Tremens                              | Brouwerij Huyghe         | België |
| 2011 | (Londen)        |                                 | Fruit beers | Brons               | Floris Framboise                              | Brouwerij Huyghe         | België |
| 2011 | (Londen)        |                                 |             | Brons               | La Guillotine                                 | Brouwerij Huyghe         | België |
| 2011 | (Londen)        |                                 |             | Brons               | Tongerlo Prior                                | Brouwerij Haacht         | België |
| 2010 |                 |                                 |             |                     | geen                                          |                          |        |
| 2009 |                 |                                 | Fruit Beers | Brons               | Marks & Spencer Cherry Wheat Beer             | Brouwerij Huyghe         | België |
| 2008 |                 |                                 | Fruit Beers | Goud                | Timmermans Strawberry Lambic                  | Brouwerij Timmermans     | België |
| 2008 |                 |                                 | Fruit Beers | Best in Fruit Beers | Timmermans Strawberry Lambic                  | Brouwerij Timmermans     | België |